# 법무관
법무관(Praetor, pretor, 프라이토르)은 고대 로마의 관리로서, 정무관의 일종이다.

## 역사적 배경
원래 로마 공화정 시대인 기원전 450년까지 프라이토르(법무관)이라는 직책은 로마의 최고위 관리로 쓰였으나 콘술(집정관)제도가 도입된 이후에 콘술 다음가는 직책으로 평가되었다. 로마 제정 당시에는 명예직으로 축소되었다.
quod iis temporibus(:호라티우스법 제정 당시) nondum consulem iudicem sed praetorem appellari mos fuerit. (호라티우스법, 리비우스, Ab urbe condita 3, 55, 11-12)
이를 뒷받침 하는 간접적 증거로는 이미 그 이름 Praetor("앞장 선 사람"이라는 고대 그리스어 πραίτωρ의 라틴어 번역)에서 잘 드러나고 있다.

## 인원과 임기
- 인원: 6명
  - 술라의 개혁 이후 8명
  - 카이사르 이후 16명
  - 아우구스투스 이후 8명
- 임기: 1년으로서 공화국시대에는 40세 이상의 남자만이 선출될 자격이 있었으나 제국시대에는 30세로 연령제한이 완화되었다.

## 권한과 직속관리
- 기원전 367년 이후로 시법무관(Praetor urbanus)이라는 직책은 무엇보다도 법적 판결권을 갖고 있으므로서 형사 및 민사관계의 재판을 관장하는 중요한 역할을 맞고 있다. 이에 따라 물론 치안권이 프레토르의 권한에 속한 것은 말할 나위가 없다.

## 같이 보기
- 쿠르수스 호노룸
- 로마 공화정
- 정무관
- 사법관